# Gibraltar National League 2021/22 (vrouwen)
In 2021/22 werd het 21e Gibraltar National League gespeeld. Lions Gibraltar FC won de competitie voor vierde keer.
Lions Gibraltar FC won hun competitietitel in maart 2022, nadat ze elke wedstrijden hadden gewonnen en geen tegendoelpunten had gekregen. (115 doelpunten in 12 wedstrijden).
Gibraltar Wave deed zich voor eerste keer mee met de competitie en Manchester 62 keerde terug in de competitie na een afwezigheid van 5 jaar.

## Teams
| Team               | Trainer         | Aanvoerder      | T-shirts | T-shirts sponsor |
| ------------------ | --------------- | --------------- | -------- | ---------------- |
| Europa FC          | Gayle Langtry   | Paula Costa     | Kappa    |                  |
| Gibraltar Wave FC  | Andy Parody     | Narges Mararat  | Givova   | FanPlay 365      |
| Lions Gibraltar FC | Kyle Edwards    | Andrya Row      | Marcon   |                  |
| Lynx FC            | Carlos Navas    | Isabella Laguea | Givova   | Grupo Casais     |
| Manchester 62 FC   | Angelo Vassallo | Nicola Asquez   | Joma     | CEPSA GIB        |

## Trainerswijzigingen
| Team            | Trainer         | Wijze van vertrek         | Datum vacature | Positie       | Vervanger    | Datum vervanger  |
| --------------- | --------------- | ------------------------- | -------------- | ------------- | ------------ | ---------------- |
| Lions Gibraltar | Janssen Olivero | Benoemd door Gibraltar FA | 1 Juni 2021    | Voorbereiding | Kyle Edwards | 18 Augustus 2021 |
| Lynx            | Colin Griffiths | Ontslag genomen           | 30 Juni 2021   | Voorbereiding | Carlos Navas | 1 September 2021 |

## Stand
| Pos | Team                   | Wed | W  | G | V  | Ptn | DV  | DT  | +/−  | Kwalificatie                                                         |
| --- | ---------------------- | --- | -- | - | -- | --- | --- | --- | ---- | -------------------------------------------------------------------- |
| 1   | Lions Gibraltar FC (C) | 12  | 12 | 0 | 0  | 36  | 115 | 0   | +115 | Mogelijk Kwalificatievoorronde UEFA Women's Champions League 2022/23 |
| 2   | Europa FC              | 12  | 9  | 0 | 3  | 27  | 96  | 22  | +74  |                                                                      |
| 3   | Lynx FC                | 12  | 4  | 1 | 7  | 13  | 26  | 45  | −19  |                                                                      |
| 4   | Gibraltar Wave FC      | 12  | 3  | 2 | 7  | 11  | 23  | 67  | −44  |                                                                      |
| 5   | Manchester 62 FC       | 12  | 0  | 1 | 11 | 1   | 3   | 129 | −126 |                                                                      |

## Resultaten
| Thuis \ Uit        | EFC  | GWA  | LGI  | LYN  | MAN  |
| ------------------ | ---- | ---- | ---- | ---- | ---- |
| Europa FC          |      | 12–2 | 0–2  | 7–0  | 20–1 |
| Gibraltar Wave FC  | 0–11 |      | 0–13 | 3–0  | 9–0  |
| Lions Gibraltar FC | 7–0  | 9–0  |      | 12–0 | 23–0 |
| Lynx FC            | 0–11 | 6–0  | 0–3  |      | 8–0  |
| Manchester 62 FC   | 1–15 | 1–1  | 0–14 | 0–4  |      |

| Thuis \ Uit        | EFC  | GWA | LGI  | LYN | MAN |
| ------------------ | ---- | --- | ---- | --- | --- |
| Europa FC          |      | 2–1 |      | 3–0 |     |
| Gibraltar Wave FC  |      |     | 0–10 |     | 4–0 |
| Lions Gibraltar FC | 8–0  |     |      | 3–0 |     |
| Lynx FC            |      | 3–3 |      |     | 5–0 |
| Manchester 62 FC   | 0–15 |     | 0–11 |     |     |

Opmerking: Gibraltar Wave kreeg op 12 januari een 3-0 walkover-overwinning op Lynx nadat Lynx er niet in slaagde een team op te stellen, net als Europa op 9 februari. Lions Gibraltar kreeg op 19 januari ook een 3-0 overwinning op Lynx nadat hun wedstrijd tegen Lynx was gestaakt.

## Statistieken

### Topscores
| Rank | Spelers                      | Club            | Doelpunten |
| ---- | ---------------------------- | --------------- | ---------- |
| 1    | Andrea López Guerrero        | Europa          | 29         |
| 2    | Mara Todoran                 | Europa          | 22         |
| 3    | Mollie Karp                  | Lions Gibraltar | 18         |
| 4    | Joelle Gilbert               | Lions Gibraltar | 17         |
| 5    | Mara Alvez                   | Lions Gibraltar | 16         |
| 6    | Isabella Rodriguez           | Lions Gibraltar | 12         |
| 7    | Reighann Mascarenhas-Olivero | Lions Gibraltar | 11         |
| 8    | Kayleigh Ferro               | Lions Gibraltar | 9          |
| 9    | Gianelle Hanglin             | Gibraltar Wave  | 8          |
| 9    | Zoe Ballantine               | Lions Gibraltar | 8          |

### Hattricks
| Speler                        | voor               | tegen             | Resultaat | Datum             |
| ----------------------------- | ------------------ | ----------------- | --------- | ----------------- |
| Julia Lima                    | Gibraltar Wave FC  | Manchester 62 FC  | 9–0 (H)   | 20 September 2021 |
| Gianelle Hanglin              | Gibraltar Wave FC  | Manchester 62 FC  | 9–0 (U)   | 20 September 2021 |
| Reighann Mascarenhas-Olivero4 | Lions Gibraltar FC | Lynx FC           | 12–0 (H)  | 20 September 2021 |
| Mara Alvez                    | Lions Gibraltar FC | Lynx FC           | 12–0 (H)  | 20 September 2021 |
| Isabella Rodriguez            | Lions Gibraltar FC | Manchester 62 FC  | 14–0 (U)  | 13 Oktober 2021   |
| Mollie Karp4                  | Lions Gibraltar FC | Manchester 62 FC  | 14–0 (U)  | 13 Oktober 2021   |
| Andrea López Guerrero         | Europa FC          | Gibraltar Wave FC | 12–2 (H)  | 13 Oktober 2021   |
| Anna Howard                   | Europa FC          | Gibraltar Wave FC | 12–2 (H)  | 13 Oktober 2021   |
| Laura Marquez Pacheco5        | Lynx FC            | Manchester 62 FC  | 8–0 (H)   | 20 Oktober 2021   |
| Mollie Karp4                  | Lions Gibraltar FC | Gibraltar Wave FC | 13–0 (U)  | 1 November 2021   |
| Sheralyn Orfila4              | Lynx FC            | Gibraltar Wave FC | 6–0 (H)   | 17 November 2021  |
| Andrea López Guerrero5        | Europa FC          | Manchester 62 FC  | 15–1 (U)  | 17 November 2021  |
| Harley McGuigan               | Europa FC          | Manchester 62 FC  | 15–1 (U)  | 17 November 2021  |
| Andrea López Guerrero6        | Europa FC          | Gibraltar Wave FC | 11–0 (U)  | 8 December 2021   |
| Isabella Rodriguez            | Lions Gibraltar FC | Manchester 62 FC  | 23–0 (H)  | 9 December 2021   |
| Mollie Karp6                  | Lions Gibraltar FC | Manchester 62 FC  | 23–0 (H)  | 9 December 2021   |
| Sophia Brinkman4              | Lions Gibraltar FC | Manchester 62 FC  | 23–0 (H)  | 9 December 2021   |
| Mara Todoran                  | Europa FC          | Lynx FC           | 11–0 (U)  | 20 December 2021  |
| Zoe Ballantine                | Lions Gibraltar FC | Gibraltar Wave FC | 9–0 (H)   | 20 December 2021  |
| Andrea López Guerrero         | Europa FC          | Lynx FC           | 7–0 (H)   | 4 Januari 2022    |
| Andrea López Guerrero6        | Europa FC          | Manchester 62 FC  | 20–1 (H)  | 12 Januari 2022   |
| Mara Todoran6                 | Europa FC          | Manchester 62 FC  | 20–1 (H)  | 12 Januari 2022   |
| Akisha Ferrell4               | Europa FC          | Manchester 62 FC  | 20–1 (H)  | 12 Januari 2022   |
| Ruth Wahnich                  | Europa FC          | Manchester 62 FC  | 20–1 (H)  | 12 Januari 2022   |
| Joelle Gilbert5               | Lions Gibraltar FC | Gibraltar Wave FC | 10–0 (U)  | 9 Februari 2022   |
| Mara Todoran8                 | Europa FC          | Manchester 62 FC  | 15–0 (U)  | 2 Maart 2022      |
| Andrea López Guerrero4        | Europa FC          | Manchester 62 FC  | 15–0 (U)  | 2 Maart 2022      |
| Mara Alvez                    | Lions Gibraltar FC | Europa FC         | 8–0 (H)   | 5 Maart 2022      |
| Joelle Gilbert                | Lions Gibraltar FC | Manchester 62 FC  | 11–0 (U)  | 8 Maart 2022      |
| Kayleigh Tellez               | Lions Gibraltar FC | Manchester 62 FC  | 11–0 (U)  | 8 Maart 2022      |

### Clean Sheets
| Rank | Spelers                | Club            | Clean sheets |
| ---- | ---------------------- | --------------- | ------------ |
| 1    | Chelsea Grech          | Lions Gibraltar | 7            |
| 2    | Sophie Ward            | Europa          | 2            |
| 2    | Isabel Chico Nuñez     | Lynx            | 2            |
| 3    | Harley McGuigan        | Europa          | 1            |
| 3    | Katie Muldoon          | Europa          | 1            |
| 3    | Amanda Jackson         | Gibraltar Wave  | 1            |
| 3    | Narges Mararat         | Gibraltar Wave  | 1            |
| 3    | Zamara Espinosa        | Lions Gibraltar | 1            |
| 3    | Inés Fernández Lifante | Lions Gibraltar | 1            |
| 3    | Zarajan Lopez          | Lions Gibraltar | 1            |
| 3    | Kaci Brownbridge       | Lynx            | 1            |
| 3    | Jaylene Gaivizo        | Lynx            | 1            |

## Kampioen
| 2021/22                                |
| Gibraltar                              |
| -------------------------------------- |
| Lions Gibraltar FC Kampioen (4° titel) |